# Le Lac des fées

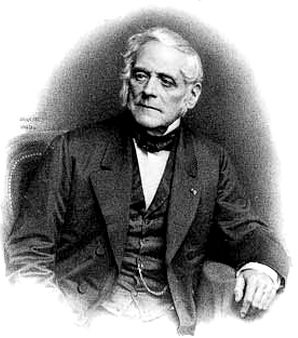
Daniel Auber

Le Lac des fées är en grand opéra i fem akter med musik av Daniel Auber och libretto av Eugène Scribe och Mélesville. Handlingen utspelas i Harzbergen och bygger på en tysk ballad. Operan hade premiär på Parisoperan i Salle Le Peletier den 1 april 1839.

## Personer
| Roller                                      | Stämma | Premiärbesättning, 1 april 1839 (Dirigent: ) |
| ------------------------------------------- | ------ | -------------------------------------------- |
| Zéila, en ung fe                            | sopran | Maria Delorès Nau                            |
| Albert, student                             | tenor  | Gilbert Duprez                               |
| Marguerite, krögerska                       | sopran | Rosine Stoltz                                |
| Rodolphe de Cronembourg, seigneur châtelain | bas    | Nicolas Levasseur                            |
| Issachar, Judisk köpman                     | tenor  | Pierre François Wartel                       |
| Fritz, student, Alberts vän                 | bas    | Ferdinand Prévôt                             |
| Conrad, student, Alberts vän                | tenor  | Alexis Dupont                                |
| Pickler, skurk                              | bas    | Molinier                                     |
| Edda, ung fe                                | sopran | Élian Barthélemy                             |
| En ung herde                                | sopran | Élian Barthélemy                             |